# Ołeksij Łewczenko
Ołeksij Wałerijowycz Łewczenko, ukr. Олексій Валерійович Левченко (ur. 16 maja 1976 w Dniepropietrowsku) – ukraiński piłkarz, grający na pozycji napastnika.

## Kariera
Wychowanek Szkoły Piłkarskiej Dnipro. W 1995 rozpoczął karierę piłkarską w Metałurhu Nowomoskowsk. Następnie reprezentował barwy jeszcze dwóch ukraińskich klubów: Nywy Winnica i Torpeda Zaporoże. Na początku 1998 roku powrócił do Dnipra Dniepropetrowsk, ale występował tylko w drugiej drużynie klubu. Potem bronił barw klubów Metałurh Nowomoskowsk, Metałurh Mariupol, FK Ołeksandrija, Stal Dnieprodzierżyńsk i Hirnyk Krzywy Róg. W rundzie jesiennej sezonu 2003/04 był zawodnikiem polskiej Pogoni Szczecin. Podczas przerwy zimowej opuścił Polskę i powrócił do Stali Dnieprodzierżyńsk. Po występach w Tytan Armiańsk, w 2005 zakończył karierę piłkarską w zespole Krymtepłycia Mołodiżne.